# Garelli Vip
Die Garelli Vip war ein Kleinkraftrad des italienischen Herstellers Garelli, das zwischen 1978 und 1991 produziert wurde. Sie hatte einen Einzylinder-Zweitaktmotor und stellte die Nachfolgeserie des erfolgreichen Garelli Gulp dar und war eine der meistverkauften Modellreihen des Herstellers.

## Geschichte
Die Modellreihe Vip wurde 1978 eingeführt und zeichnete sich durch eine überarbeitete Rahmenkonstruktion sowie verschiedene technische Modernisierungen aus. Sie war in mehreren Versionen erhältlich, darunter:
- Vip1V – Ein-Gang-Modell (Motor V1)
- Vip2V – Zwei-Gang-Automatik (Motor V2)
- Vip3V – Drei-Gang-Modell mit Handschaltung (Motor V3mk)
- Vip4V – Vier-Gang-Modell mit Fußschaltung und Getrenntschmierung (Motor G4ak)

1984 wurde eine exklusive Sonderserie des Vip4V vom italienischen Modedesigner Nicola Trussardi gestaltet, mit Details wie Lederapplikationen und Wurzelholzverzierungen.
Die Vip2V wurde unter Lizenz auch in Indien unter dem Namen Avanti produziert. Für den dortigen Markt wurde das Modell auf maximale Reichweite bei minimalem Verbrauch optimiert.
In Deutschland wurde das Modell nach Übernahme der Firma Kreidler unter dem Namen Kreidler Flory Vip vertrieben.

## Technische Daten (Vip 2V, 1978)
| Merkmal                | Daten                              |
| ---------------------- | ---------------------------------- |
| Modell/Produktionsjahr | Vip 2V / 1978                      |
| Motor                  | Zweitakt, 1-Zylinder               |
| Hubraum                | 49 cm³                             |
| Bohrung × Hub          | 40 mm × 39 mm                      |
| Verdichtungsverhältnis | 7                                  |
| Leistung               | 2,7 PS bei 5000/min                |
| Zylinder               | Gusseisen                          |
| Kühlung                | Luftkühlung                        |
| Zündung                | Schwungrad-Magnetzündung 6V 18W    |
| Vergaser               | Dell’Orto SHA 14/12                |
| Kraftstoff             | Benzin-Öl-Gemisch 33 : 1           |
| Kupplung               | Fliehkraftkupplung im Ölbad        |
| Getriebe               | Automatikgetriebe mit 2 Gängen     |
| Anlasser               | Pedalstart                         |
| Rahmen                 | Stahlrohr-Monorahmen               |
| Vorderradaufhängung    | Teleskopgabel                      |
| Hinterradaufhängung    | Hinterradschwinge mit Stoßdämpfer  |
| Räder                  | Drahtspeichenräder mit Stahlfelgen |
| Reifengröße            | 2.25 × 16" (vorn und hinten)       |
| Bremsen                | Trommelbremse (vorn und hinten)    |
| Leergewicht            | 48 kg                              |
| Höchstgeschwindigkeit  | 40 km/h                            |
| Durchschnittsverbrauch | 45 km/l                            |
| Tankinhalt             | 3,2 Liter                          |